# Ministerio de la Defensa Nacional (Guatemala)
El Ministerio de la Defensa Nacional (MINDEF) es el Ministerio de Estado del Gobierno de Guatemala, encargado del presupuesto, formación y política de los militares de Guatemala. 
Con sede en la Ciudad de Guatemala, el Ministerio de la Defensa Nacional está ubicado en las instalaciones de la Antigua Escuela Politécnica, sobre la avenida Reforma. Esta institución se creó en 1823, como Departamento de Guerra, Marina y Hacienda, posteriormente en 1871 tras la creación del Ejército profesional, que anteriormente estaba mayormente conformado por milicianos, se le denominó como Secretaria de la Guerra, para luego en 1945 tras la victoria de la revolución de 1944,  se realizaron cambios administrativos para modernizar al Estado, dentro de ellos, el cambio de nombre de Secretaría de Guerra al actual nombre de Ministerio de la Defensa nacional.
Por mandato constitucional el cargo de Ministro de la Defensa es ejercido por un oficial en activo del Ejército o la Marina.

## Funciones
El artículo 37 de la Ley del Organismo Ejecutivo, establece las siguientes funciones del Ministerio de la Defensa Nacional:
a) Emitir las medidas necesarias para mantener la soberanía e integridad del territorio nacional y resguardar y proteger las fronteras.
b) Ser el conducto de comunicación entre el presidente de la República y el Ejército, y constituir el centro general directivo, orgánico y administrativo en cuanto concierne al Ejército; encargarse de todo lo relacionado con el régimen, movilización decretada por el presidente de la República, doctrina del Ejército, de acuerdo con su Ley Constitutiva; administrar lo concerniente a la adquisición, producción, conservación y mejoramiento de equipo de guerra.
c) Atender lo referente a la jerarquía, disciplina, instrucción y salubridad de las tropas y lugares de acuartelamiento; administrar lo relativo a los ascensos, retiros y excepciones militares, conforme a la ley, y actuar de conformidad con
la Constitución Política de la República, y demás leyes, en lo concerniente a la impartición de justicia a los miembros del Ejército.
d) Organizar y administrar los servicios militares establecidos por ley y la logística militar, controlar, conforme a la ley, la producción, importación, exportación, consumo, almacenamiento, traslado, préstamo, transformación, transporte, adquisición, tenencia, enajenación, conservación de armas de tipo militar que estén destinadas a uso militar, municiones, explosivos y toda clase de substancias inflamables de uso bélico.
e) Tomar las medidas necesarias para que en caso de limitación a los derechos constitucionales, las autoridades militares asuman las atribuciones que les corresponde, así como, dictar las medidas pertinentes, para la prestación de su cooperación en casos de emergencia o calamidad pública, todo conforme a la Ley de Orden Público.
Las cuales son desarrolladas y actualizadas periódicamente mediante el reglamento interno de este ministerio, emitido a nivel Acuerdo Gubernativo.

## Organización
La organización institucional del Ministerio de la Defensa Nacional es la siguiente:
| Entidad                         | Dependencia |
| ------------------------------- | --- |
| Ministro de la Defensa Nacional | - Viceministerio de la Defensa Nacional. - Viceministerio de Marina. - Viceministerio de Política de Defensa. - Jefe del Estado Mayor de la Defensa Nacional. - Subjefe del Estado Mayor de la Defensa Nacional. - Inspector general del Ejército. - Fuerzas de Tierra. - Fuerzas Especiales Kaibil. - Fuerzas de Aire. - Fuerzas de Mar. - Dependencias Militares Auxiliares |

## Lista de Ministros de la Defensa Nacional
| #  | Fotografía | Nombre                                                                                               | Duración                | Duración                            | Presidente                                          |
| #  | Fotografía | Nombre                                                                                               | Inicio                  | Fin                                 | Presidente                                          |
| -- | ---------- | --- | ----------------------- | ----------------------------------- | --------------------------------------------------- |
| 1  |            | Coronel Jacobo Arbenz                                                                                | 1944 1945               | 1945 1951                           | Juan José Arévalo                                   |
|    |            | Coronel Mayor Francisco Javier Arana (como Jefe de las Fuerzas Armadas de la República de Guatemala) | 1945                    | 1949                                | Juan José Arévalo                                   |
|    |            | Coronel Carlos Paz Tejada                                                                            | 1949                    | 1949                                | Juan José Arévalo                                   |
| 2  |            | Coronel José Ángel Sánchez                                                                           | 1954                    | 1954                                |                                                     |
| 3  |            | Coronel Enrique Close De León                                                                        | 1955                    | 1957                                | Carlos Castillo Armas                               |
| 4  |            | Juán Francisco Oliva                                                                                 | 1957                    | 1957                                | Carlos Castillo Armas                               |
| 5  |            | Coronel Guillermo Flores Avendaño                                                                    | 3 de marzo de 1958      | 1958                                | Miguel Ydígoras Fuentes                             |
| 6  |            | Rubén González Siguí                                                                                 | 1960                    | 1960                                | Miguel Ydígoras Fuentes                             |
| 7  |            | Coronel Enrique Peralta Azurdia                                                                      | 1960                    | 30 de marzo de 1963                 | Miguel Ydígoras Fuentes                             |
| 8  |            | Coronel Rafael Arriaga Bosque                                                                        | 1 de julio de 1966      | 26 de marzo de 1968                 | Julio César Méndez Montenegro                       |
| 9  |            | Rolando Chinchilla Aguilar                                                                           | 28 de marzo de 1968     | 19 de febrero de 1969               | Julio César Méndez Montenegro                       |
| 10 |            | General de Brigada Doroteo Reyes Santa Cruz                                                          | 19 de febrero de 1969   | Después del 1 de abril de 1970      | Julio César Méndez Montenegro                       |
| 11 |            | General de Brigada Leonel Vassaux Martínez                                                           | Antes de julio de 1970  | Después de 1 de enero de 1972       | Julio César Méndez Montenegro                       |
| 12 |            | General Kjell Eugenio Laugerud García                                                                | enero de 1972           | 1974                                | Carlos Manuel Arana Osorio                          |
| 13 |            | General de Brigada Fausto David Rubio Coronado                                                       | 1974                    | Después de 1 de abril de 1975       | Carlos Manuel Arana Osorio                          |
| 14 |            | General Fernando Romeo Lucas García                                                                  | 1 de julio de 1975      | Después de 1 de enero de 1977       | Kjell Eugenio Laugerud García                       |
| 15 |            | General Otto Guillermo Spiegeler Noriega                                                             | 1 de febrero de 1977    | 15 de enero de 1980                 | Kjell Eugenio Laugerud García                       |
| 16 |            | General Ángel Aníbal Guevara                                                                         | 15 de enero de 1980     | 9 de agosto de 1981                 | Fernando Romeo Lucas García                         |
| 17 |            | General Luís René Mendoza Palomo                                                                     | 1981                    | 23 de marzo de 1982                 | Fernando Romeo Lucas García                         |
| 18 |            | General Óscar Humberto Mejía Víctores                                                                | 1 de septiembre de 1982 | 8 de agosto de 1983                 | Efraín Ríos Montt                                   |
| 19 |            | Vacante                                                                                              | 8 de agosto de 1983     | 14 de enero de 1986                 | Óscar Humberto Mejía Víctores                       |
| 20 |            | Greneral de Brigada Jaime Hernández Méndez                                                           | 14 de enero de 1986     | 31 de enero de 1987                 | Marco Vinicio Cerezo Arévalo                        |
| 21 |            | Generala de División Héctor Gramajo                                                                  | 31 de enero de 1987     | 21 de mayo de 1990                  | Marco Vinicio Cerezo Arévalo                        |
| 22 |            | Generala de División Juán Leonel Bolaños                                                             | 21 de mayo de 1990      | Después del 5 de septiembre de 1990 | Marco Vinicio Cerezo Arévalo                        |
| 23 |            | Generala de División Luis Enrique Mendoza                                                            | 14 de enero de 1991     | 13 de diciembre de 1991             | Jorge Serrano Elías                                 |
| 24 |            | Generala de División Domingo García Samayoa                                                          | 13 de diciembre de 1991 | 7 de junio de 1993                  | Jorge Serrano Elías                                 |
| 25 |            | General Jorge Roberto Perussina                                                                      | 7 de junio de 1993      | 28 de junio de 1993                 | Ramiro de León Carpio                               |
| 26 |            | Generala de División René Enríquez Morales                                                           | 1 de julio de 1993      | 9 de octubre de 1995                | Ramiro de León Carpio                               |
| 27 |            | Generala de División Marco Antonio González Taracena                                                 | 9 de octubre de 1995    | 13 de enero de 1996                 | Ramiro de León Carpio                               |
| 28 |            | General de División Mayor Julio Balconi Turcios                                                      | 14 de enero de 1996     | 3 de julio de 1997                  | Álvaro Arzú                                         |
| 29 |            | General de Brigada Héctor Barrios Celada                                                             | 3 de julio de 1997      | 30 de junio de 1999                 | Álvaro Arzú                                         |
| 30 |            | Generala de División Marco Tulio Espinoza                                                            | 30 de junio de 1999     | 14 de enero de 2000                 | Álvaro Arzú                                         |
| 31 |            | General de Brigada Juan de Dios Estrada                                                              | 18 de enero de 2000     | 9 de enero de 2001                  | Alfonso Portillo                                    |
| 32 |            | Generala de División Eduardo Arévalo Lacs                                                            | 9 de enero de 2001      | 10 de diciembre de 2001             | Alfonso Portillo                                    |
| 33 |            | Generala de División Lionel Méndez Estrada                                                           | 10 de diciembre de 2001 | 26 de agosto de 2002                | Alfonso Portillo                                    |
| 34 |            | Generala de División Robin Malconi Moran                                                             | 16 de agosto de 2002    | 14 de enero de 2004                 | Alfonso Portillo                                    |
| 35 |            | General de Brigada Augusto Méndez Pinelo                                                             | 14 de enero de 2004     | 7 de enero de 2005                  | Óscar Berger                                        |
| 36 | Aldana     | Generala de División Carlos Humberto Aldana Villanueva                                               | 7 de enero de 2005      | 2 de noviembre de 2005              | Óscar Berger                                        |
| 37 | Bermúdez   | General de Brigada Francisco Bermúdez Amado                                                          | 2 de noviembre de 2005  | 29 de diciembre de 2006             | Óscar Berger                                        |
| 38 | Leiva      | General de Brigada Mayor Ronaldo Cecilio Leiva                                                       | 29 de diciembre de 2006 | 14 de enero de 2008                 | Óscar Berger                                        |
| 39 |            | General de Brigada Marco Tulio García Franco                                                         | 14 de enero de 2008     | 21 de diciembre de 2008             | Álvaro Colom                                        |
| 40 |            | General de División Abraham Valenzuela                                                               | 21 de diciembre de 2008 | 1 de septiembre de 2011             | Álvaro Colom                                        |
| 41 |            | General de División Juan Jose Ruiz Morales                                                           | 1 de septiembre de 2011 | 14 de enero de 2012                 | Álvaro Colom                                        |
| 42 |            | General de Brigada Ulises Noe Anzueto                                                                | 14 de enero de 2012     | 16 de julio de 2013                 | Otto Pérez Molina                                   |
| 43 |            | General de División Manuel López Ambrocio                                                            | 16 de julio de 2013     | 16 de julio de 2015                 | Otto Pérez Molina                                   |
| 44 |            | General de División Williams Mansilla                                                                | 16 de julio de 2015     | 1 de octubre de 2017                | Otto Pérez Molina Alejandro Maldonado Jimmy Morales |
| 45 |            | General de Brigada Luis Miguel Ralda                                                                 | 1 de octubre de 2017    | 19 de diciembre de 2019             | Jimmy Morales                                       |
| 46 |            | General de División Albin Dubois                                                                     | 19 de diciembre de 2019 | 14 de enero de 2020                 | Jimmy Morales                                       |
| 47 |            | General de División Juan Carlos Alemán Soto                                                          | 14 de enero de 2020     | 21 de diciembre de 2021             | Alejandro Giammattei                                |
| 48 |            | General de División Henry Reyes                                                                      | 21 de diciembre de 2021 | 15 de enero de 2024                 | Alejandro Giammattei                                |
| 49 |            | General de Brigada Henry Saenz                                                                       | 15 de enero de 2024     | Act.                                | Bernardo Arévalo                                    |